# Julius König

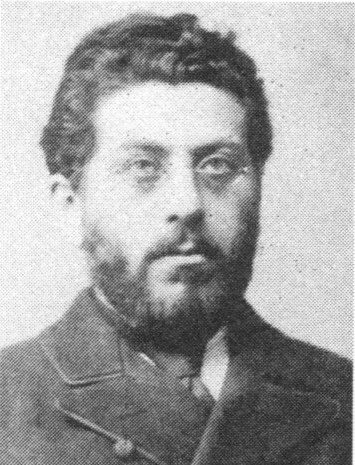
Julius König

Julius König (ungarisch Kőnig Gyula; * 16. Dezember 1849 in Győr; † 8. April 1913 in Budapest) war ein ungarischer Mathematiker.

## Leben
Julius König, sowohl literarisch als auch mathematisch-naturwissenschaftlich hoch begabt, studierte in Wien und ab 1868 in Heidelberg zunächst Medizin. Nachdem er bei Hermann von Helmholtz noch über elektrische Stimulation von Nerven gearbeitet hatte, promovierte er 1870 bei dem damals sehr bekannten Leo Königsberger mit dem mathematischen Thema Zur Theorie der Modulargleichungen der elliptischen Functionen. Die Dissertation umfasst 24 Seiten. In Berlin vertiefte König seine mathematischen Studien bei Leopold Kronecker und Karl Weierstraß und ging dann als Dozent nach Budapest. 1874 wurde er als Professor an die dortige Technische Universität berufen, an der er zeit seines Lebens wirkte – für jeweils drei Amtsperioden auch als Dekan und Rektor. 1889 wurde er Mitglied der Ungarischen Akademie der Wissenschaften. 1905 zog er sich zurück, hielt aber weiterhin Vorlesungen über seine Interessensgebiete. Sein Sohn Dénes König ist ebenfalls als Mathematiker hervorgetreten.

## Werk
König arbeitete auf vielen mathematischen Gebieten. Mit seinen Untersuchungen über Polynom-Ideale, Diskriminanten und Eliminationstheorie kann er als Bindeglied zwischen Leopold Kronecker und David Hilbert sowie Emmy Noether gelten.
König ist aber vor allem aufgrund seiner Beiträge zur Cantorschen Mengenlehre in Erinnerung geblieben, unter anderem durch den Satz von König.

## Cantor und König
Georg Cantor schätzte König zunächst sehr hoch. In einem Brief an Philip Jourdain schrieb er 1905:
„Sie werden gehört haben, daß Herr Julius König aus Budapest durch einen im Allgemeinen jedenfalls falschen Satz von Herrn Bernstein verleitet wurde, in Heidelberg bei dem internation. Mathematikercongreß einen Vortrag gegen meinen Satz zu halten, der besagt, daß jeder ‚Menge‘ d. h. jeder ‚Consistenten Vielheit‘ ein Aleph zukommt. Das, was König selbst an Positivem beigesteuert hat, ist jedenfalls gut und schön.“
Später revidierte Cantor seine Einstellung König gegenüber:
„Was Kronecker und seine Schüler sowie Gordan gegen die Mengenlehre gesagt, was König, Poincaré und Borel dagegen geschrieben haben, wird bald von Allen als ‚Blech‘ erkannt werden!“ (1912 in einem Brief an Hilbert)
„Dann wird sich zeigen, daß Poincarés und Königs Angriffe gegen die Mengenlehre unsinnig sind.“ (1913 in einem Brief an Hermann Amandus Schwarz)

## Schriften
- Zur Theorie der Modulargleichungen der elliptischen Functionen, Dissertation, Heidelberg 1870.
- Ueber eine reale Abbildung der s.g. Nicht-Euclidischen Geometrie, Nachrichten von der Königl. Gesellschaft der Wissenschaften und der Georg-August-Universität zu Göttingen, Nr. 9, 1872, S. 157–164.
- Einleitung in die allgemeine Theorie der Algebraischen Groessen, Leipzig 1903.
- Zum Kontinuum-Problem, Verhandlungen des 3. Internationalen Mathematiker-Kongresses in Heidelberg vom 8. bis 13. August 1904. Leipzig 1905, S. 144–147. (digital)
- Zum Kontinuum-Problem, Mathematische Annalen 60, 1905, S. 177–180.
- Über die Grundlagen der Mengenlehre und das Kontinuumproblem, Mathematische Annalen 61, 1905, S. 156–160.
- Über die Grundlagen der Mengenlehre und das Kontinuumproblem (Zweite Mitteilung), Mathematische Annalen 63, 1907, S. 217–221.
- Neue Grundlagen der Logik, Arithmetik und Mengenlehre, Leipzig 1914.